# Nectocaris
Nectocaris pteryx ist ein ausgestorbenes Lebewesen, dessen fossile Überreste im kanadischen Burgess-Schiefer gefunden wurden. Der Entdecker der Fossillagerstätte Charles Doolittle Walcott fand zunächst nur ein fossiles Exemplar, fand aber nicht die Zeit, es zu beschreiben. Dies wurde erst 1976 von Simon Conway Morris nachgeholt.
Morris beschrieb Nectocaris als seltsames Lebewesen, das an Kopf und Vorderkörper Merkmale von Gliederfüßern, hinten aber diejenigen von Chordatieren aufwies und konnte Nectocaris taxonomisch nicht einordnen.
In den folgenden drei Jahrzehnten wurden 91 weitere fossile Exemplare der Gattung entdeckt. Aber erst 2010 wurde Nectocaris von zwei Wissenschaftlern der University of Toronto und des Royal Ontario Museum als basaler Kopffüßer erkannt.
Nectocaris war ein kleiner Kopffüßer, der nur eine Länge von zwei bis fünf Zentimeter erreichte. Er hatte einen flunderartig abgeflachten, gehäuselosen Körper mit großen Seitenflossen und Stielaugen. Im Unterschied zu heutigen Kopffüßern, die immer acht oder mehr Tentakel haben, verfügte Nectocaris nur über zwei lange Fangarme.
Nectocaris bildet mit zwei anderen kambrischen Taxa, Petalilium und Vetustovermis die Familie der Nectocaridae, die sich durch paarige Kiemen, eine längsgestreckte, offene Mantelhöhle, breite seitliche Flossen, ein einziges Paar langer Tentakeln mit einem großen, flexiblen vorderen Trichter und ein Augenpaar auszeichnet. Die Nectocaridae verlängern die fossile Überlieferung der Kopffüßer um 30 Millionen Jahre in die Vergangenheit. Die ersten Kopffüßer vor der adaptiven Radiation gehäusetragender Kopffüßer im Ordovizium waren pelagisch und bewegten sich fort, indem sie Wasser aus der Mantelhöhle pressten. Bisher wurde vermutet, dass Kopffüßer von schneckenartigen Weichtieren abstammen, die mithilfe von gasgefüllten Gehäusen in der Lage waren, im freien Wasser zu schwimmen.